# Krajna
Koordinaten: 53° 10′ 0″ N, 17° 35′ 0″ O

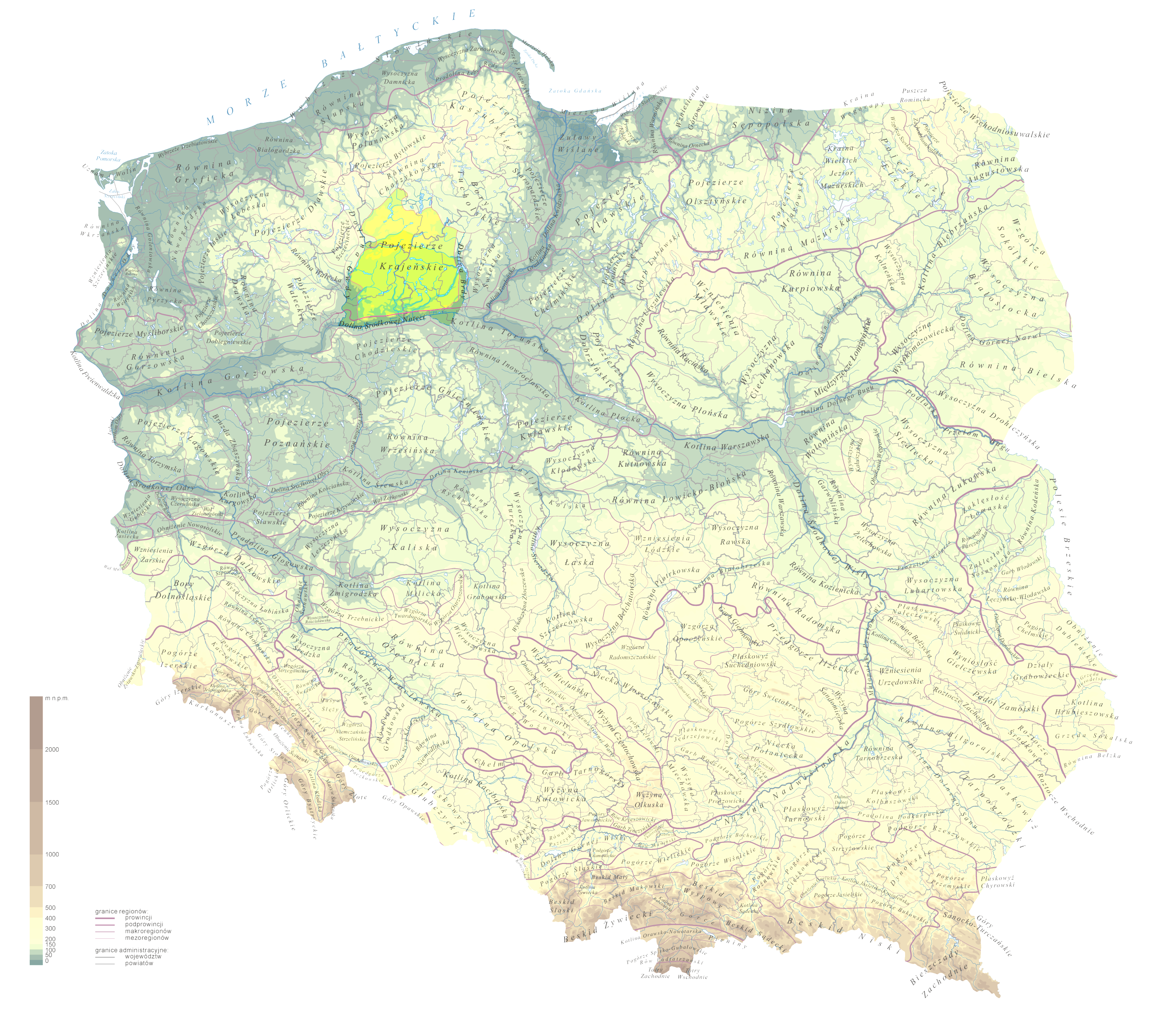
Historische Landschaft Krajna (kräftige Farben) und Naturraum Pojezierze Krajeńskie (leuchtende Farben) innerhalb der geomorphologischen Einteilung Polens. Die Naturlandschaft reicht deutlich weiter nach Norden als die namengebende historische Landschaft.

Krajna ist eine polnische Bezeichnung für eine etwa 4000 km² große Landschaft im Norden Polens. Historisch ist sie das Grenzgebiet dreier Herrschaftsgebiete, des Danziger Pommern im Nordosten, des Stettiner Pommern im Nordwesten und des Herzogtums Großpolen im Süden. Die nach dem historischen Gebiet benannten Seenplatte Pojezierze Krajeńskie reicht deutlich weiter nach Norden. Sie umfasst etwa 300 Seen von über einem Hektar Fläche. In der Moränenlandschaft sind zahlreiche Åser und Kames vorhanden.
Das Gebiet reicht im Osten bis zum Fluss Brda (Brahe), im Süden zur Notec (Netze) und im Westen zur Gwda (Küddow). Im Norden sind die Grenzflüsse die Kamionka und die Debrzynka (Dobrinka). Heute verteilt die Krajna sich auf die Woiwodschaften Kujawien-Pommern, Großpolen und Lebus.
Folgende Ortschaften liegen in der Krajna: Nakło nad Notecią (Nakel), Złotów (Flatow), Chojnice (Konitz), Krajenka (Krojanke), Kamień Krajeński (Kamin in Westpreußen), Łobżenica (Lobsens), Sępólno Krajeńskie (Zempelburg), Człuchów (Schlochau), Debrzno (Preußisch Friedland), Więcbork (Vandsburg), Wyrzysk (Wirsitz), Mrocza (Mrotschen), Wysoka (Wissek).

## Geschichte
Krajna bedeutet übersetzt etwa ‚Grenzgebiet‘, siehe Krajina.
Bis zum Anfang des 12. Jahrhunderts gehörte die Krajna wohl zum Danziger Pommern. Im Jahr 1121/1122 wurde der Landstrich vom polnischen König Bolesław III. Schiefmund erobert. Seither gehört die Südhälfte zur historischen Landschaft Großpolen. Im 14. Jahrhundert beherrschte der Deutsche Orden mit dem Danziger Pommern auch den Nordosten der Krajna. Nach der Schlacht bei Tannenberg (1410) kam das Danziger Pommern im Zweiten Thorner Frieden 1466 wieder unter die Hoheit der polnischen Krone und wurde so in der Union von Lublin 1569 Teil der polnisch-litauischen Adelsrepublik. Mit der Ersten Teilung Polens 1772 kam die Region an das Königreich Preußen.